# Organització Popular d'Alliberament Oromo
L'Organització Popular d'Alliberament Oromo/Oromo Peoples Liberation Organization OPLO fou un moviment polític de base oromo d'Etiòpia creat com a suport pel Partit Revolucionari Popular Etíop (EPRP) el 1976. La seva bandera fou vermella amb l'emblema amb groc.
Una organització amb el mateix nom es va fundar (o refundar) clandestinament el 1992 com a Ijarsa Bilisuma Saba Oromo (IBSO) que es tradueix per Organització Popular d'Alliberament Oromo, sota la direcció de Tilahun Muleta (la direcció de Muleta és discutida) I Obbo Ali Siraj Ali. El 31 d'agost de 1997 es va fundar a Mogadiscio un efímer Oromo-Somali-Afar Liberation Alliance (OSALA) que reclamava un estat islàmic a Etiòpia i Eritrea i acusava a Tigre i Eritrea d'imposar l'hegemonia judeocristiana. Estava integrat pel Front Popular d'Alliberament Unificat Oromo, el Front d'Alliberament Oromo Abo, el Front Popular d'Alliberament Somali, la Unió islàmica de Somàlia Occidental, l'Exèrcit Popular d'Alliberament Àfar i el OPLO. El Front d'Alliberament Oromo, que des de 1993 combatia altre cop amb les armes, no va donar suport a la idea d'un estat islàmic a Etiòpia. El setembre del 2000 va integrar el ULFO (Forces Unides d'Alliberament Oromo) que no va reeixir (ja no va participar en el segon ULFO el 2010).
L'OPLO apareix l'estiu del 2003 en la formació de la coalició Forces d'Unitat Democràtica Etiòpiques/United Ethiopian Democratic Forces i va participar en les eleccions del 2005 però la coalició no va acceptar el resultat al·legant frau. Els seus lideren eren el tinent Olana Lamu Garba, Ato Belete Reda Wakjira i el Dr. Legesse Kennenni.